# Panagiotis Tachtsidis
Panagiotis Tachtsidis (Grieks: Παναγιώτης Ταχτσίδης) (Nauplion, 15 februari 1991) is een Grieks voetballer die bij voorkeur als middenvelder speelt. Hij verruilde in juli 2014 Calcio Catania voor Genoa CFC. In 2012 debuteerde hij in het Grieks voetbalelftal.

## Clubcarrière
Op 1 november 2007 tekende Tachtsidis zijn eerste profcontract bij AEK Athene. Hij maakte zijn debuut voor AEK Athene in het bekerduel tegen Fostiras. Op 27 januari 2009 werd hij de jongste speler ooit die voor Athene uitkwam in de Griekse competitie. Op 21 april 2010 werd bekend dat hij naar het Italiaanse Genoa CFC zou vertrekken. Op 7 augustus 2010 leende Genoa hem voor zes maanden uit aan AC Cesena. Op 2 februari 2011 leende Genoa hem uit aan US Grosseto tot het einde van het seizoen. Tachtsidis wordt nogmaals uitgeleend, aan Hellas Verona, en met succes. Tijdens het seizoen 2011/2012 miste hij slechts één competitiewedstrijd. Op 19 juli 2012 tekende Tachtsidis een contract voor vijf jaar bij AS Roma. De Romeinen betaalden tweeënhalf miljoen euro voor Tachtsidis. In juni 2013 vertrok hij naar Calcio Catania, waar hij na twaalf competitieduels gespeeld te hebben voor de rest van het seizoen werd verhuurd aan Torino FC.

## Interlandcarrière
Tachtsidis debuteerde op 14 november 2012 in het Grieks nationaal elftal. Hij startte in de basiself in de oefeninterland tegen Ierland (0–1 winst) en speelde de volledige wedstrijd. Op 19 mei 2014 werd hij opgenomen in de selectie voor het wereldkampioenschap voetbal in Brazilië. Clubgenoten (Torino FC) Matteo Darmian, Alessio Cerci en Ciro Immobile (Italië) zijn ook actief op het toernooi.
1 Karnezis ·
2 Maniatis ·
3 Tzavelas ·
4 Manolas ·
5 Moras ·
6 Tziolis ·
7 Samaras ·
8 Kone ·
9 Mitroglou ·
10 Karagounis  ·
11 Vyntra ·
12 Glikos ·
13 Kapino ·
14 Salpigidis ·
15 Torosidis ·
16 Christodoulopoulos ·
17 Gekas ·
18 Fetfatzidis ·
19 Papastathopoulos ·
20 Holebas ·
21 Katsouranis ·
22 Samaris ·
23 Tachtsidis ·
Coach: Santos